# مستريحة أفاميا
مستريحة أفاميا قرية سورية تتبع ناحية قلعة المضيق في منطقة السقيلبية في محافظة حماة. بلغ عدد سكانها 826 نسمة في عام 2004 حسب إحصاء المكتب المركزي للإحصاء.

## وصلات خارجية
- الوحدات الإدارية في محافظة حماة